# Fate di Cottingley

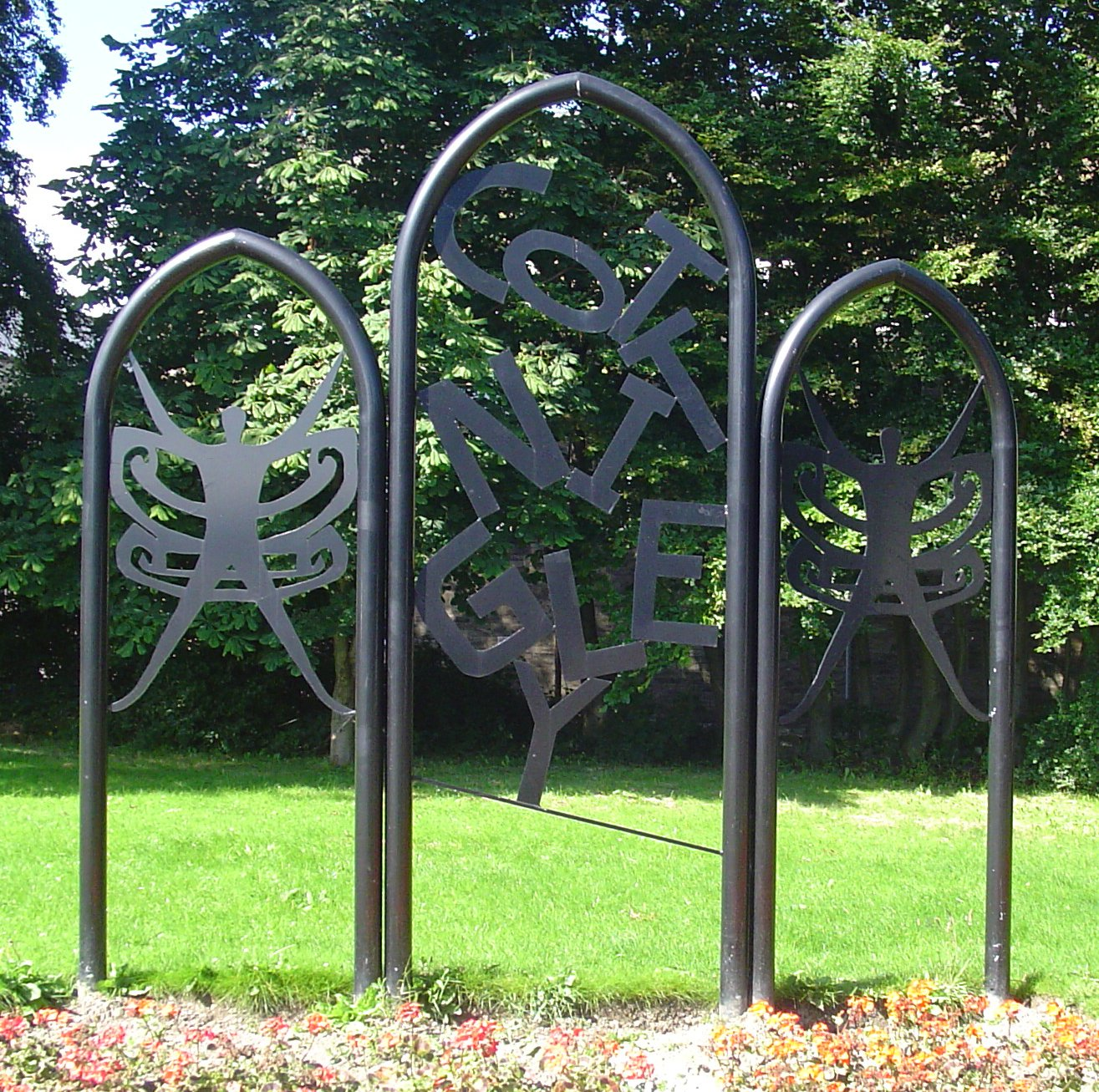
Arredo urbano a Cottingley, chiaramente ispirato alle fate

L'episodio delle fate di Cottingley fu un caso mediatico scoppiato intorno alla presunta apparizione di misteriose creature fatate nelle campagne inglesi, che coinvolse sir Arthur Conan Doyle e altri eminenti studiosi nel 1920.
La storia riguarda cinque fotografie realizzate da Elsie Wright e da Frances Griffiths, due cugine di Cottingley, un villaggio presso Bradford, Inghilterra. Le fotografie riproducono le due ragazze mentre giocano con delle creature alate simili a fate. Nel 1917, data di realizzazione degli scatti, Elsie era sedicenne e Frances aveva solo dieci anni.

## La storia

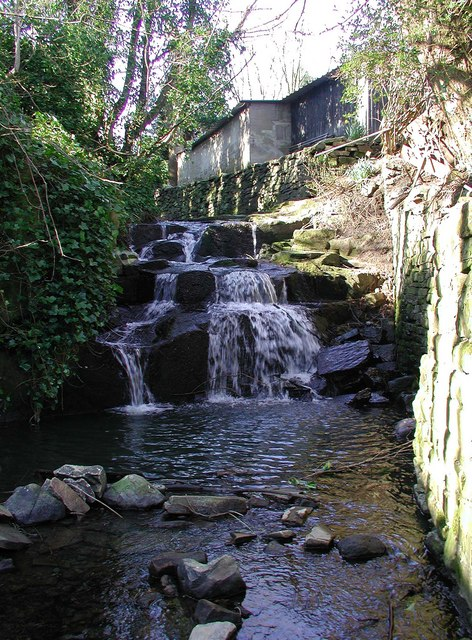
Il Cottingley Pants, torrente presso il quale le due ragazze hanno scattato la prima fotografia

Elsie era la figlia di Arthur Wright, uno dei primi ingegneri elettrici inglesi: la ragazza prese la macchina fotografica a lastre del padre e andò sul retro della casa, dove realizzò alcune foto. Quando il padre, sviluppando le lastre, vide le fate sull'immagine, le ritenne false e proibì alla figlia di usare ancora la macchina fotografica. La madre di Elsie, Polly, invece le credette autentiche.

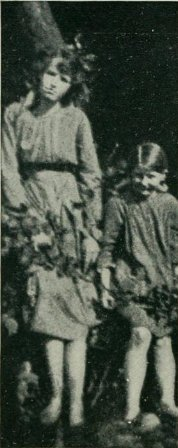
Elsie e Frances

Nel 1918, una settimana prima della conclusione della prima guerra mondiale, Frances scrisse una lettera ad un'amica, Johanna Parvin, in Sudafrica. La lettera, del 9 novembre 1918, includeva una foto realizzata da Elsie in cui Frances era ritratta con alcune fate. Frances affermava inoltre che era in buoni rapporti con quelle fate, e che supponeva che le fate non esistessero in Africa poiché «sarebbe stato troppo caldo per loro».
Cottingley era un piccolo borgo a tre miglia da Bradford. Le foto erano state scattate presso un torrente dove era visibile una torre dell'acqua e un acquedotto, con alcune piante nei dintorni: acqua e alberi sono parte dell'iconografia tipica delle fate.
La questione emerse nell'estate del 1919, quando la madre di Elsie, Polly Wright, andò ad un incontro della Theosophical Society a Bradford. La signora Wright era interessata al mondo dell'occulto, affermava di aver avuto esperienze di proiezione astrale e di avere memorie delle proprie vite precedenti. L'incontro era incentrato sul tema della «vita delle fate», e Polly disse al suo vicino di avere alcune foto scattate dalla figlia e dalla nipote nel proprio giardino, con alcune fate in atteggiamenti giocosi. La cosa suscitò interesse e le stampe vennero portate all'attenzione del gruppo teosofico durante una conferenza ad Harrogate nell'autunno successivo, e sottoposte al teosofo Edward Gardner all'inizio del 1920.
Gardner, un uomo molto preciso tanto da tener copia di tutta la corrispondenza con la signora Wright, autenticò le immagini.

### L'intervento di Doyle
30 giugno
Cara signorina Elsie Wright,

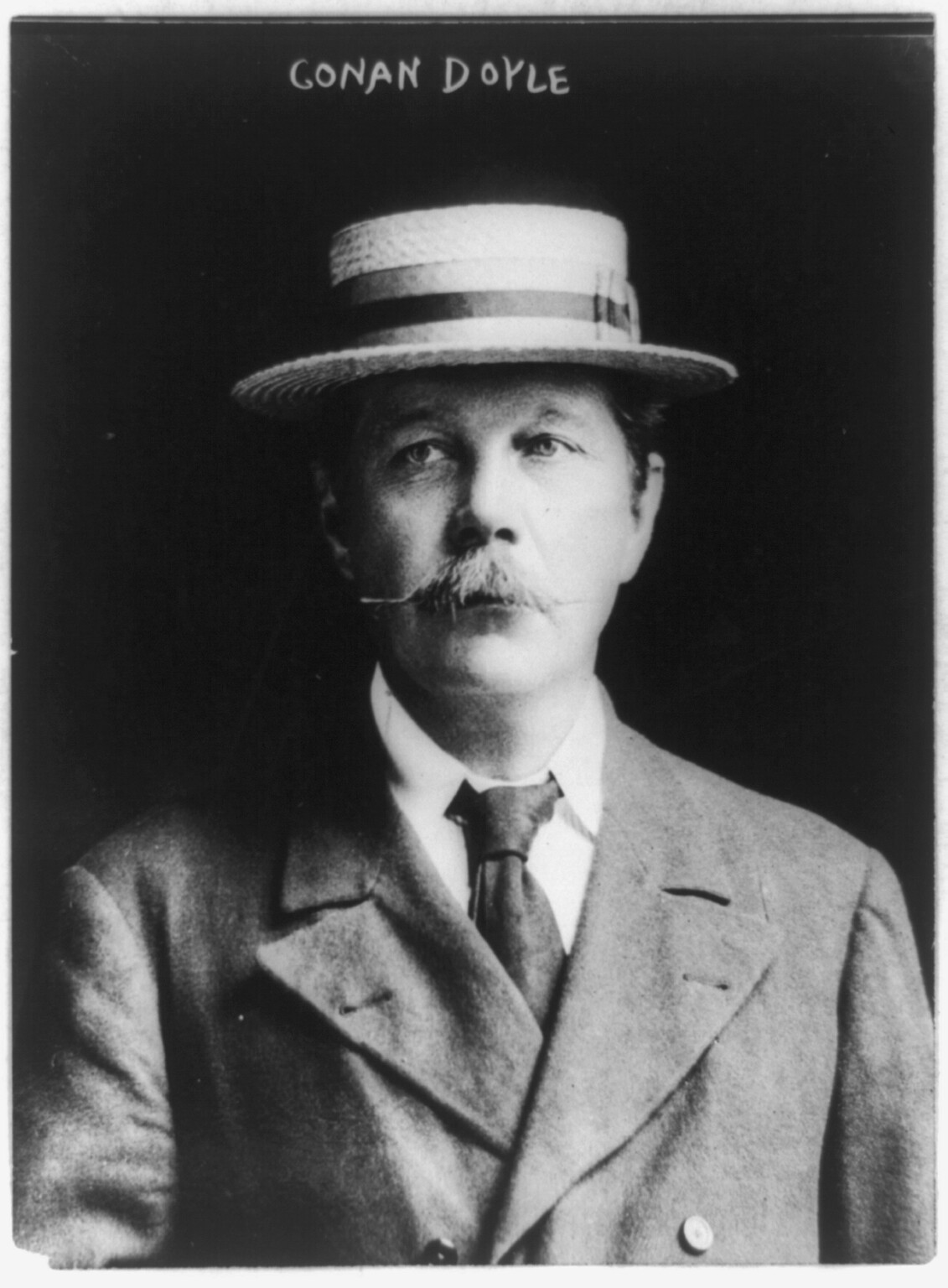
Arthur Conan Doyle difese a lungo l'autenticità delle foto delle fate

Ho visto le bellissime fotografie scattate alle fate da te e tua cugina Frances, e non sono mai stato interessato così tanto a qualcosa da tanto tempo. Domani ti invierò uno dei miei libri, poiché sono sicuro che tu non sei troppo vecchia per apprezzare le avventure. Presto sarò in Australia, ma vorrei poter andare a Bradford per poter parlare con voi una mezz'oretta, dato che mi piacerebbe sentir tutto a proposito. Cordiali saluti, vostro

Me ne ha parlato Gardner.
Per una coincidenza, Arthur Conan Doyle aveva ricevuto l'incarico da parte dello Strand Magazine di scrivere un articolo sulle fate per il numero di Natale 1920 (pubblicato a fine novembre). Ci stava lavorando nel mese di giugno, quando venne a conoscenza delle due foto. Doyle contattò Gardner, e ottenne una copia delle immagini.
Doyle all'inizio era molto scettico, nonostante il pubblico gli abbia in seguito attribuito una reazione entusiasta. Mostrò le stampe a Sir Oliver Lodge, uno studioso di fisica, che le considerò false: avanzò l'ipotesi che si trattasse di un gruppo di ballerini mascherati da fate. Anche presunti esperti di fate contattati da Lodge affermarono che le acconciature erano «troppo parigine» per essere vere. Lo studioso si rivolse quindi ad un chiaroveggente per un «esame psicometrico».
Conan Doyle a luglio chiese a Gardner di andare a Cottingley. Gardner visitò la famiglia Wright, e l'impressione che ne ebbe fu di una famiglia onesta e perfettamente rispettabile. Doyle e Gardner decisero di provare a scattare nuove fotografie, per fugare ogni dubbio. Gardner arrivò al villaggio con alcune macchine fotografiche in agosto, portando venti lastre fotografiche, con l'intenzione di convincere Elsie e Frances a realizzare altri scatti.
Intanto, Doyle concluse l'articolo per lo Strand, dal titolo Fairies photographed–an epoch making event («Fate fotografate - un evento epocale»), vi incluse i due scatti e partì per l'Australia dove avrebbe dovuto tenere un giro di conferenze in favore dello spiritismo.
Quando il giornale fu pubblicato, vendette tutte le copie in pochi giorni, ricevendo una reazione fortissima e critica da parte dell'opinione pubblica. Il maggior contestatore fu un certo Major Hall-Edwards, un esperto di radio e di elementi radioattivi. Hall-Edwards affermò che con certezza quelle immagini erano fasulle, e che diffondere certe credenze soprannaturali avrebbe avuto il solo effetto di instillare idee assurde nella mente dei bambini, causando malattie mentali e nervose.
I commenti sui giornali furono diversi: il 27 novembre 1920 il South Wales Argus invece supportò Doyle, sostenendo che «il giorno che uccideremo Babbo Natale con le statistiche, avremo fatto cadere il nostro mondo glorioso in una profonda oscurità». Il 5 gennaio 1921 un altro giornale, il Truth, dichiarò che per spiegare le foto sarebbe servito di più conoscere le due bambine che avere competenza nel campo dell'occultismo. Il City News, il 29 gennaio, dichiarò apertamente che l'alternativa era fra «credere all'incredibile mistero delle fate o all'incredibile mistero delle fotografie fasulle».
Doyle aveva usato degli pseudonimi per proteggere l'identità delle due cuginette, ma The Westminster Gazette riuscì a scoprirne le generalità e mandò dei giornalisti a Cottingley. L'inchiesta, tuttavia, non ebbe risultati di rilievo: il giornalista venne a sapere che le foto erano state fatte da Elsie con la macchina del padre, e che Frances invece aveva scattato una foto di Elsie con uno gnomo. Anche il giornalista considerò Polly e Arthur Wright persone oneste e tornò a Londra senza aver spiegato il mistero.

### Altre foto
Il caso stava svanendo da solo quando nella primavera del 1921 le due cugine produssero altre tre fotografie.

I siti dove sono state scattate le fotografie delle fate sono contrassegnati con A, B, C, D ed E

Le nuove foto infiammarono di nuovo il dibattito. Sir Arthur Conan Doyle sostenne che si trattava della prova definitiva dell'esistenza degli spiriti, mentre gli oppositori definirono le foto come dei falsi ben realizzati.
Durante le vacanze estive dell'anno precedente, nell'agosto 1920,  Polly Wright aveva scritto a Frances Griffiths di venire a Cottingley. I Griffiths si erano trasferiti a Scarborough dopo la guerra. La Wright scrisse che Gardner avrebbe portato nuove lastre e macchine fotografiche per dare alle cuginette l'opportunità di realizzare nuove fotografie.
Frances, quasi quattordicenne, stava ottenendo buoni risultati scolastici e aveva vinto una borsa di studio per la scuola di lettere, mentre Elsie aveva lasciato la scuola anni prima, quand'era tredicenne.
Gardner da Londra arrivò a Bradford, e da lì proseguì per Cottingley portando due macchine fotografiche e due dozzine di lastre. Le lastre erano state segretamente marcate. Lo stesso Gardner raccontò l'episodio nel 1945 nel suo libro Fairies: a book of real fairies.
Lo studioso spiegò alle due bambine come usare le macchine fotografiche, dandone una ad ognuna. Si raccomandò di andare presso il torrente, sul luogo dove erano state realizzate le prime foto, solo con buone condizioni meteo e di luce, e spiegò loro le più elementari precauzioni sulla luce e la distanza per avere buone immagini.
Gardner non voleva distrarre le bambine con dettagli tecnici. Lo stesso Gardner tuttavia non sperava molto nei risultati dell'impresa, nonostante le misure adottate per la verifica, e tornò a Londra.

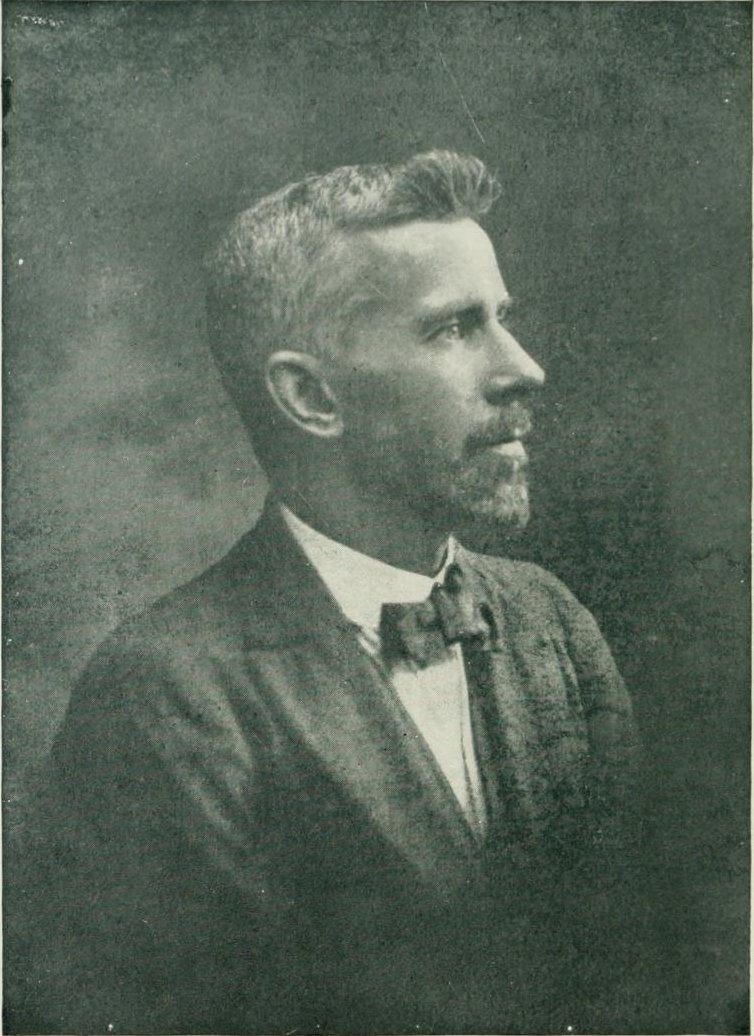
Edward L. Gardner

Nelle due settimane successive il maltempo impedì alle ragazze di concludere alcunché, finché il 19 agosto 1920 Polly Wright scrisse a Gardner dicendo che dopo una mattinata nebbiosa, le bambine avevano realizzato alcune foto mentre lei si trovava da un'amica per il tè. Purtroppo, era delusa che erano riuscite a fotografare solo due fate.
Due giorni dopo la signora scrisse di nuovo, affermando che di sabato pomeriggio le bambine avevano fatto diverse foto, di cui una sola visibile ma sfocata e incomprensibile. Le foto erano state sviluppate dal padre di Elsie, Arthur, il giorno successivo.
Le lastre vennero mandate a Londra, impacchettate con molta cura dal padre, che era assai perplesso. Il signor Wright non capiva la faccenda, e perse la sua grande stima per Conan Doyle. In passato lo considerava un uomo molto intelligente, ma riteneva che fosse stato truffato dalla «sua Elsie, che era l'ultima della classe!». La madre, invece, fece di tutto per supportare le figlie e credette nell'esistenza degli spiritelli.
Gardner ricevette le lastre con il sigillo nascosto, le quali riportavano immagini talmente interessanti che lo stesso Gardner scrisse un telegramma a Conan Doyle, che si trovava ancora in Australia per una conferenza a Melbourne. Doyle rispose, affermando che le tre foto mandate da Gardner confermavano i risultati pubblicati e che la prova dell'esistenza delle fate avrebbe aperto la strada per accettare numerosi altri fenomeni occulti.
Sia Conan Doyle che Edward Gardner erano interessati, più che alle fate, a sostenere le loro idee relative al mondo dello spiritismo verso un pubblico che fosse ricettivo e sensibile all'argomento. Per Doyle la faccenda delle fate era «un dono degli dei», e avrebbe spianato la strada per convincere la gente ad accettare verità sull'esistenza di un mondo superiore a quello materiale.
Conan Doyle usò le tre foto per illustrare un secondo articolo sullo Strand, pubblicato nel 1921, in cui descriveva altri racconti di presunti avvistamenti di fate. L'articolo fu la base per il suo libro The Coming of the Fairies del 1922.
Come per il passato, le reazioni alle foto furono varie. Venne criticato il fatto che le fate sembravano le tradizionali fatine delle fiabe, e di nuovo che avevano acconciature alla moda. Inoltre, si avanzò l'ipotesi che le foto fossero di qualità migliore rispetto al passato, più definite, come se il fotografo avesse più esperienza nel ritoccarle.
Alcuni personaggi pubblici supportarono la teoria delle fate: Margaret McMillan, riformatrice del sistema educativo e sociale inglese, sostenne che «è meraviglioso che sia stato salvaguardato un così meraviglioso dono in quei cari bambini».
Un altro personaggio eminente dell'epoca, il romanziere Henry de Vere Stacpoole, esaminò le fotografie ed affermò sulla base dell'intuizione che erano originali: sostenne la tesi affermando che sul volto delle bambine (citate con gli pseudonimi originali di «Alice» e «Iris») si stagliava «la Verità, che ha dieci milioni di facce e forme, moneta di Dio che il miglior falsario non può falsificare o imitare».

### La quinta foto
La quinta foto è indubbiamente la più efficace: nessuno ha mai saputo dare una spiegazione esaustiva dell'attività rappresentata.
Conan Doyle suggerì che nella foto «vi fosse una fata che stesse decidendo se alzarsi in volo, mentre una più anziana con ricche ali e folti capelli già sta volando. Il suo corpo più denso può osservarsi attraverso il vestito».
Affermazioni come questa e la sua posizione sulla faccenda gli valsero la fama di un vecchio impressionabile; non era tuttavia l'unico a credere agli spiritelli elementali, e le teorie spiritistiche erano alla loro massima diffusione all'epoca.
Verso la metà degli anni 1920 la vicenda uscì dai giornali, ma non venne del tutto dimenticata dall'opinione pubblica, che si divideva tra chi la considerava un falso e chi la credeva reale.
Nell'agosto del 1921 si decise di organizzare una spedizione che comprendeva il chiaroveggente Geoffrey Hodson. Secondo Gardner e Doyle, se qualcuno poteva vedere le fate, quello era Hodson. Non fu possibile, tuttavia, col suo aiuto scattare altre foto.
Hodson, in ogni caso, annotò sul suo taccuino che le descrizioni delle ragazze corrispondevano, sebbene in forma più imprecisa, a quel che lui era in grado di vedere. Tutta la valle a suo dire era popolata da innumerevoli forme di vita eterea. Scrisse ad esempio il 12 agosto: 
(Geoffrey Hodson, trad. it. da Peter Tompkins, La vita segreta della natura, pag. 25, Mediterranee, 2009)

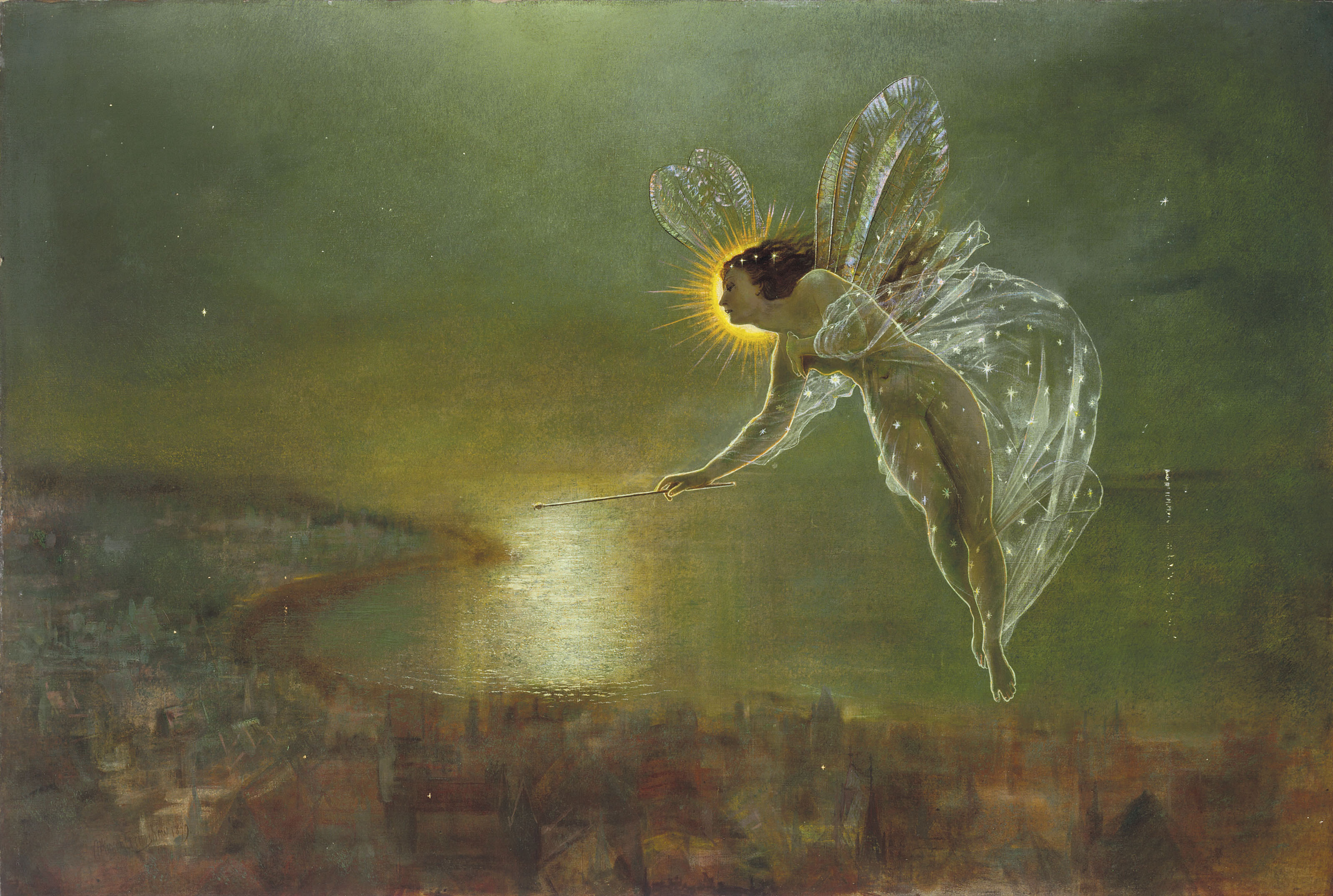
Ritratto di uno spirito notturno (di John Atkinson Grimshaw)

Il 15 agosto 1921, dopo un'escursione serale, annotò di aver assistito a una processione di fate guidate da una condottiera che effondeva una speciale luminosità sull'erba: «essi in realtà vivificano e stimolano la crescita del campo».
Hodson spiegò l'impossibilità di riuscire a fotografare ancora gli spiriti della natura col fatto che Frances fosse entrata nella pubertà, e dunque quelli non potessero più servirsi della sua aura o ectoplasma infantile per densificare il proprio aspetto al punto da risultare impressionabili sulle lastre. Alla fine di quell'esperienza annotò:
(Geoffrey Hodson, trad. it. da Peter Tompkins, op. cit., pag. 27)

### Elsie e Frances interrogate
Già a quel tempo Elsie e Frances cominciarono a essere stanche dell'intera faccenda, e dell'attenzione mediatica rivolta su di loro. Molti anni più tardi, il giornalista Peter Chambers del Daily Express nel 1966 intervistò Elsie, che ammise che forse le fate erano «frutto dell'immaginazione», ma non chiarì se le foto fossero un falso o se fosse lei a credere di aver fotografato i propri pensieri.
La vicenda tornò alla ribalta cinque anni dopo, quando la BBC, nel 1971, esaminò il caso in un programma nazionale. Elsie fu interrogata per dieci giorni, riportata sul luogo e infine intervistata. Gardner era morto l'anno precedente, per cui Elsie raccontò la vera storia delle foto. Affermò di non aver mai raccontato la verità «per non far arrabbiare Mr. Gardner», e dichiarò di poter giurare sulla Bibbia che il padre Arthur non era coinvolto nella vicenda. Quando l'intervistatore le chiese di giurare anche che le foto non fossero fasulle, Elsie affermò di aver scattato solo tre di quelle foto (le altre erano di Frances), ma si rifiutò di rispondere alla domanda, ribadendo che il padre non ebbe nulla a che fare con quelle foto. Quando l'intervistatore le chiese se avesse preso in giro il mondo per cinquant'anni e la troupe per dieci giorni, Elsie scoppiò a ridere, chiedendo di chiudere l'intervista con quella risata.
Elsie fu di nuovo intervistata da Austin Mitchell della Yorkshire Television nel settembre 1976, questa volta con Frances presente sul luogo degli scatti originari. Frances ammise che le persone razionali non vedono le fate, e che se nelle foto ci sono le fate è "piuttosto corretto" affermare che si tratta di uno scherzo, in cui sarebbero coinvolte entrambe. Tuttavia, alla domanda diretta sul fatto che si trattasse o meno di uno scherzo, entrambe risposero di no. Negarono di aver falsificato quelle fotografie, soprattutto perché rispettivamente a sedici e a dieci anni di età Elsie e Frances non ne sarebbero state in grado, e a dieci anni è impossibile tenere un segreto per tutta la vita. Durante il programma, Mitchell sostenne una teoria semplice per spiegare la faccenda. Le foto sarebbero state realizzate grazie a "semplici sagome di cartone", raffiguranti disegni di fate e montate su fili. I dettagli non sarebbero stati visibili in fotografie così pionieristiche, e l'effetto sarebbe stato realistico. Austin Mitchell stesso riprodusse il sistema grazie ad alcune sagome realizzate ad hoc.

### Le ultime ritrattazioni
Nel 1983 Frances Way (nata Griffiths) ammise che le foto erano un falso, e l'anno successivo il fatto fu confermato da Elsie Hill (nata Wright). Le due cugine furono intervistate dal giornalista Joe Cooper per la rivista The Unexplained, e rivelarono la verità sull'impresa.
Frances si disse stupefatta di come le prime foto, soprattutto, avessero girato il mondo e di come molta gente avesse creduto alle fate dopo averle viste. Dichiarò che non avrebbe mai pensato che sarebbero sembrate così reali, vedendo il retro dei cartoncini e gli spilli che le sostenevano mentre venivano realizzate le foto.

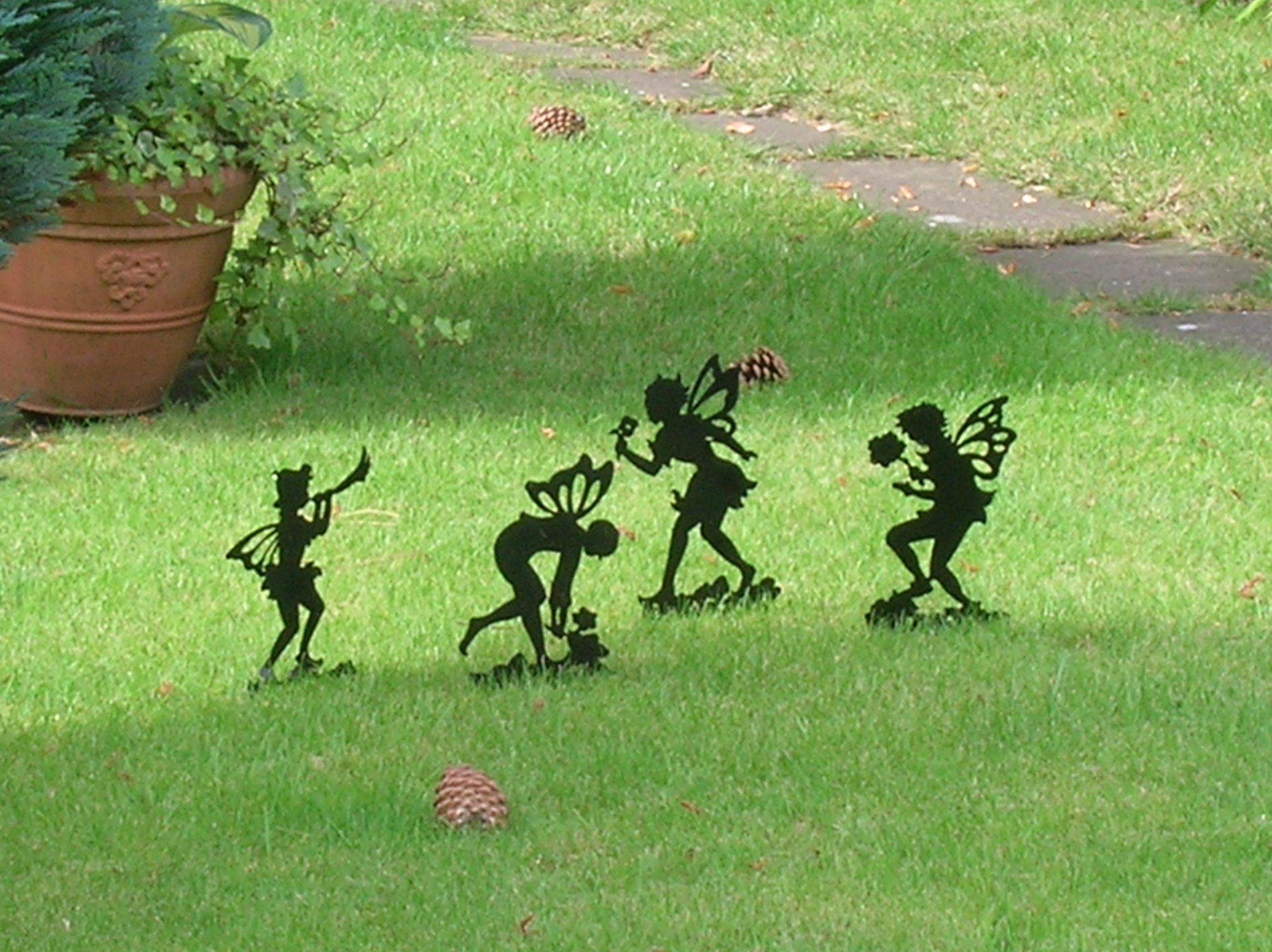
Decorazioni di un giardino di Cottingley

Secondo le ragazze lo scherzo sarebbe iniziato involontariamente. Frances affermava di poter veramente percepire delle forme di vita spirituali nei pressi del torrente sul fondo della tenuta dei Wright. Lei stessa era solita andare verso il torrente, finendo anche per caderci dentro e venendo aspramente sgridata.
Elsie si sarebbe commossa delle lacrime della cugina, sostenendo di fronte ai genitori che Frances andava in fondo al giardino perché là c'erano le fate. Elsie, pur non credendo alle presunte percezioni di Frances, si sarebbe entusiasmata dall'atmosfera misteriosa che circondava la faccenda ed amava il misticismo della natura.
Sia per sollevare il morale di Frances, sia per giocare uno scherzo agli adulti che non credevano alle fate, ma sostenevano il mito di Babbo Natale, le due cugine si sarebbero organizzate per produrre alcune immagini di fate destinate a convincere i genitori della bontà di quanto affermato.
Frances aveva una copia di un libro per ragazzi, Princess Mary's Gift Book. Le ragazze usarono le immagini del libro, realizzate da Arthur Shepperson come ispirazione per realizzare alcune sagome di fate. Elsie aveva iniziato a studiare arte a Bradford, e realizzò le immagini ritagliando con le forbici da sarta della madre le illustrazioni del libro. Elsie fissò i disegni a terra con degli spilli per cappelli, realizzò le prime foto e gettò i ritagli delle immagini nel torrente.
Circa un mese dopo i primi scatti, anche Elsie avrebbe desiderato essere ritratta in quel modo. Ritagliò la sagoma di uno gnomo, la posizionò a terra e si fece fotografare da Frances. Quest'ultima, fotografa meno esperta, mosse la macchina fotografica, facendo risultare un braccio dello gnomo distorto. La distorsione era stata portata come prova dai sostenitori dell'autenticità, che la consideravano un naturale «allungamento psichico».
Esaminando con attenzione la seconda immagine, è possibile vedere le capocchie degli spilli sul torace dello gnomo: Conan Doyle identificò il puntino come l'ombelico dello gnomo, e ne trasse una teoria sulla riproduzione delle creature fatate simile a quella umana.
Le due fotografie sarebbero state sviluppate, stampate e mostrate agli amici delle ragazze dall'autunno del 1918, suscitando un breve periodo di attenzione presto svanita. Le ragazze non dissero mai la verità, preferendo che gli amici tirassero ad indovinare.
Nell'estate del 1920, Gardner avrebbe convinto le ragazze a realizzare nuove foto, che furono portate come prova della possibilità di fotografare le fate.
Nella terza foto la fata volante sarebbe stata fissata ad un ramo: era stata disegnata da Elsie a mano libera, e secondo Frances era così sproporzionata che nessuno ci avrebbe creduto. Una seconda fatina, che offriva fiori ad Elsie, venne fissata allo stesso modo: è quella che porta la tanto criticata «capigliatura parigina».
Sulla quinta foto le due cugine discordano. La foto sembra un errore di stampa, la sovrapposizione di due diverse fotografie, ma Frances ha sostenuto che quella sia l'unica vera fotografia di fate mai realizzata dalla coppia. La donna ha infatti affermato che si trattasse di un normale sabato pomeriggio in cui le ragazze stavano giocando con le macchine fotografiche, senza aver preparato sagome: Frances avrebbe percepito delle presenze, ed Elsie avrebbe scattato una foto alla ragazza ottenendo il risultato visibile nell'immagine. Invece Elsie sostiene che anche in quel caso furono usati dei cartoncini. Questa tesi appare molto più credibile, anche alla luce del fatto che Frances ha dichiarato pubblicamente in più occasioni di soffrire di un blocco psicologico riguardo a quei fatti, blocco che le impedisce di ricordare i dettagli e gli eventi con cura.
Una volta ripetuto il trucco, il cui risultato fu accolto con entusiasmo da Gardner e Conan Doyle, le due ragazze non avrebbero potuto che tacere la verità temendo terribili conseguenze per il loro comportamento.
Durante la visita di Geoffrey Hodson, autore di una prolissa descrizione della vita delle fate, le ragazze avrebbero dato corda all'occultista per farsi gioco di lui. Hodson, che diventò in seguito un noto scrittore di occultismo, ha sempre sostenuto di aver davvero avuto un'apparizione.
Anche Cooper continuò a credere all'apparizione delle fate, sostenendo in un suo libro sull'argomento che le ritrattazioni delle due donne erano dovute all'esasperazione da parte dei mass media tendenti a insistere sull'assurdità di una tale vicenda, e che la dichiarazione di Elsie «fu certamente l'espediente di un'anziana signora stanca e sofferente che non voleva più essere importunata dai giornalisti».
Frances Griffiths morì nel luglio 1986, Elsie Wright nell'aprile 1988. Sino alla morte, Frances sostenne la sua teoria sull'autenticità della quinta foto.

## Conseguenze
Analizzando le immagini oggi, le fate risultano piatte e con luci e colori sbagliati. Questo non fu subito evidente per via della qualità degli originali. Allora le immagini erano talmente convincenti da trarre in inganno anche Harold Snelling, uno dei più grandi esperti di falsificazioni fotografiche dei primi anni del XX secolo. Snelling affermò che le immagini non erano né di carta né di tela, ma che addirittura si erano mosse dato che risultavano sfocate in alcuni punti come l'acqua del torrente. Il movimento venne poi spiegato come il normale effetto del vento sui fogli ritagliati.
Già nel 1978 si avanzò l'ipotesi che le fate assomigliassero a quelle del libro del 1915 Princess Mary's Gift Book, illustrato da Claude Arthur Shepperson. Il giornalista Peter Tompkins, interessatosi anch'egli alla vicenda, suggerisce come alternativa che le fate stesse avrebbero potuto emulare, nel loro aspetto, quelle immagini tanto familiari alle ragazze, per rendersi loro più facilmente riconoscibili.
Nel 1997 vennero realizzati due film sulla vicenda: Favole, con Peter O'Toole e Harvey Keitel, e Photographing Fairies con Ben Kingsley.
L'illustratore Brian Froud ha realizzato un libro illustrato relativo ad una vicenda molto simile a questa, ossia quella di Angelica Cottington, che vedeva delle fate e le collezionava, comprimendole fra le pagine del suo diario personale. I suoi volumi dal titolo Lady Cottington pressed fairy book non sono stati per ora tradotti in italiano.